# Championnats du monde de lutte 1990
Les Championnats du monde de lutte 1990 se sont tenus du 29 juin au 1er juillet 1990 à Luleå en Suède pour la lutte féminine, du 6 au 9 septembre 1990 à Tokyo au Japon pour la lutte libre et du 19 au 21 novembre 1990 à Ostie en Italie pour la lutte gréco-romaine. 

## Hommes

### Lutte libre
| Épreuves | Or                         | Argent                      | Bronze                        |
| -------- | -------------------------- | --------------------------- | ----------------------------- |
| 48 kg    | Aldo Martínez (CUB)        | Marian Nedkov (BUL)         | Takashi Kobayashi (JPN)       |
| 52 kg    | Majid Torkan (IRN)         | Valentin Yordanov (BUL)     | Aslan Agayev (URS)            |
| 57 kg    | Alejandro Puerto (CUB)     | Rumen Pavlov (BUL)          | Sergey Smal (URS)             |
| 62 kg    | John Smith (USA)           | Rosen Vasilev (BUL)         | Gadzhi Rashidov (URS)         |
| 68 kg    | Arsen Fadzayev (URS)       | Geórgios Athanasiádis (GRE) | Jesús Rodríguez (CUB)         |
| 74 kg    | Rahmat Sofiadi (BUL)       | Nasir Gadzhikhanov (URS)    | Amir Reza Khadem (IRN)        |
| 82 kg    | Jozef Lohyňa (TCH)         | Royce Alger (USA)           | Puntsagiin Sükhbat (MGL)      |
| 90 kg    | Makharbek Khadartsev (URS) | Chris Campbell (USA)        | Mohammad Hassan Mohebbi (IRN) |
| 100 kg   | Leri Khabelov (URS)        | Stoyan Nenchev (BUL)        | Kirk Trost (USA)              |
| 130 kg   | David Gobezhishvili (URS)  | Bruce Baumgartner (USA)     | Hayri Sezgin (TUR)            |

### Lutte gréco-romaine
| Épreuves | Or                          | Argent                    | Bronze                   |
| -------- | --------------------------- | ------------------------- | ------------------------ |
| 48 kg    | Oleg Kucherenko (URS)       | Rayko Marinov (BUL)       | Yasuichi Ebina (JPN)     |
| 52 kg    | Aleksandr Ignatenko (URS)   | An Han-bong (KOR)         | Bratan Tsenov (BUL)      |
| 57 kg    | Rıfat Yıldız (FRG)          | Aleksandr Shestakov (URS) | Patrice Mourier (FRA)    |
| 62 kg    | Mario Olivera (CUB)         | Gennady Atmakin (URS)     | Ryszard Wolny (POL)      |
| 68 kg    | Islam Dugushiev (URS)       | Jannis Zamanduridis (FRG) | Attila Repka (HUN)       |
| 74 kg    | Mnatsakan Iskandaryan (URS) | Dobri Ivanov (BUL)        | Željko Trajković (YUG)   |
| 82 kg    | Péter Farkas (HUN)          | Mikhail Mamiashvili (URS) | Goran Kasum (YUG)        |
| 90 kg    | Maik Bullmann (GDR)         | Harri Koskela (FIN)       | Vyacheslav Oliynyk (URS) |
| 100 kg   | Sergey Demyashkevich (URS)  | Sándor Major (HUN)        | Dušan Masár (TCH)        |
| 130 kg   | Aleksandr Karelin (URS)     | Tomas Johansson (SWE)     | Rangel Gerovski (BUL)    |

## Femmes
| Épreuves | Or                     | Argent                   | Bronze                 |
| -------- | ---------------------- | ------------------------ | ---------------------- |
| 44 kg    | Shoko Yoshimura (JPN)  | Marie Ziegler (USA)      | Chen Huei-hsiang (TPE) |
| 47 kg    | Åsa Pedersen (SWE)     | Afsoon Roshanzamir (USA) | Huang Yu-hsin (TPE)    |
| 50 kg    | Martine Poupon (FRA)   | Helena Honkamaa (SWE)    | Trine Bentzen (NOR)    |
| 53 kg    | Sylvie van Gucht (FRA) | Yoshiko Endo (JPN)       | Lotte Søvre (NOR)      |
| 57 kg    | Gudrun Høie (NOR)      | Olga Lugo (VEN)          | Ryoko Sakamoto (JPN)   |
| 61 kg    | Brigitte Siffert (FRA) | Kimie Hoshikawa (JPN)    | Ine Barlie (NOR)       |
| 65 kg    | Akiko Iijima (JPN)     | Ling Wu-mei (TPE)        | Line Johansen (NOR)    |
| 70 kg    | Rika Iwama (JPN)       | Emmanuelle Blind (FRA)   | Laura Martínez (ARG)   |
| 75 kg    | Yayoi Urano (JPN)      | Ma Su-hui (TPE)          | Helen Mitzifri (GRE)   |